# Ebes
Ebes là một thị trấn thuộc hạt Hajdú-Bihar, Hungary. Thị trấn này có diện tích 77,27 km², dân số năm 2010 là 4412 người, mật độ 57 người/km².